# Bordano

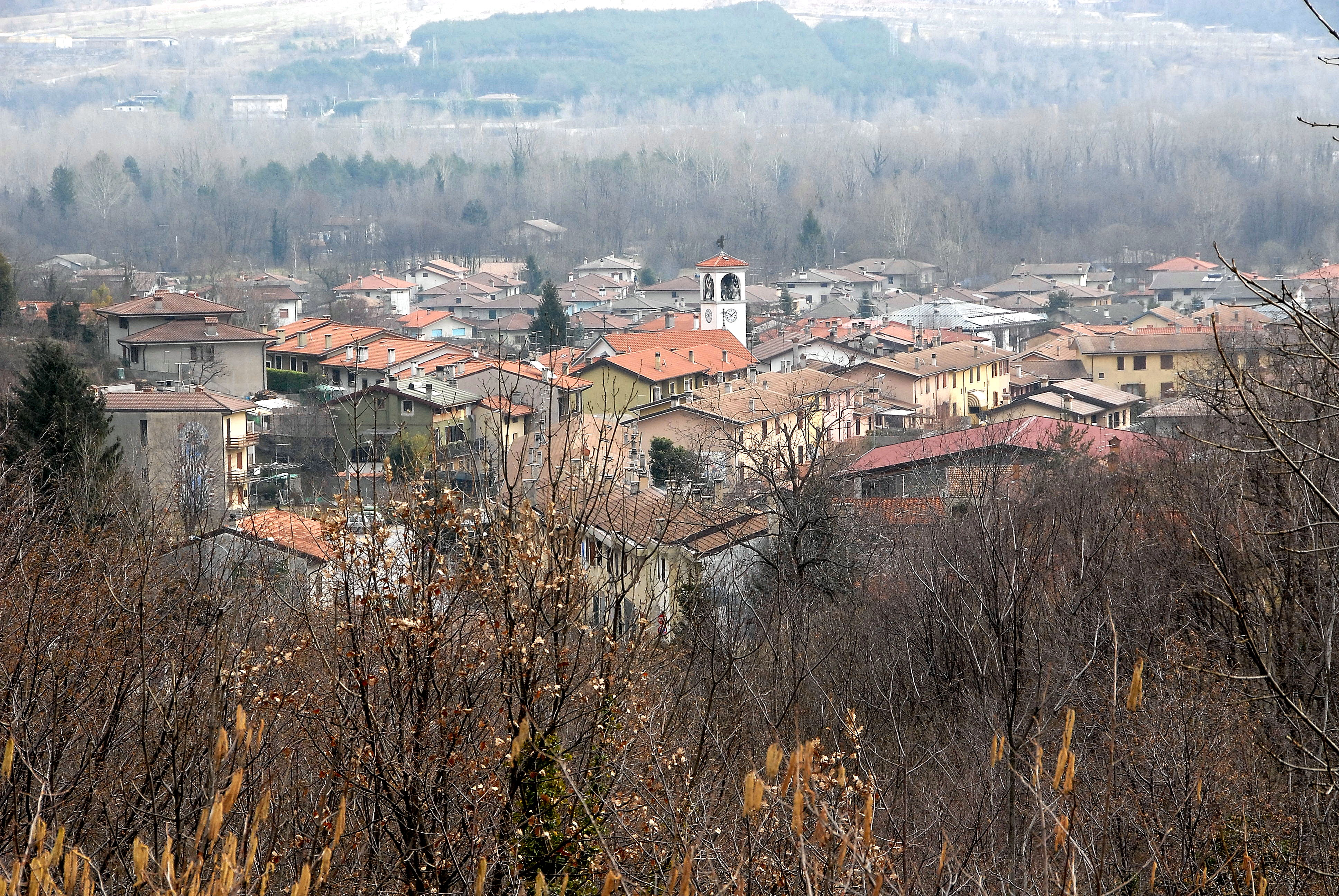
Bordano

Bordano is een gemeente in de Italiaanse provincie Udine (regio Friuli-Venezia Giulia) en telt 815 inwoners (31-12-2004). De oppervlakte bedraagt 15,2 km², de bevolkingsdichtheid is 52 inwoners per km².
De volgende frazioni maken deel uit van de gemeente: Tarneppo.

## Demografie
Bordano telt ongeveer 365 huishoudens. Het aantal inwoners steeg in de periode 1991-2001 met 0,5% volgens cijfers uit de tienjaarlijkse volkstellingen van ISTAT.
| Jaar | Inwoneraantal |
| ---- | ------------- |
| 1991 | 782           |
| 2001 | 786           |

## Geografie
De gemeente ligt op ongeveer 224 m boven zeeniveau.
Bordano grenst aan de volgende gemeenten: Cavazzo Carnico, Gemona del Friuli, Trasaghis, Venzone.